# Fig Leaves
Fig Leaves é um filme de comédia mudo produzido nos Estados Unidos e lançado em 1926.